# Alfred Halban
Alfred Halban (ur. 22 września 1865 w Krakowie, zm. 26 września 1926 we Lwowie) – polski historyk prawa.

## Życiorys
Był synem Leona Blumenstocka, profesora medycyny sądowej (od 1892 Halban), bratem Henryka i ojcem Leona, teściem Witolda Scazighiny. W Krakowie ukończył gimnazjum oraz studiował na Wydziale Prawa Uniwersytetu Jagiellońskiego (wraz z Władysławem Abrahamem i Oswaldem Balzerem był uczestnikiem seminarium prowadzonego przez Michała Bobrzyńskiego). Tam też w 1887 był promowany, a w 1889 habilitował się z prawa kościelnego i w następnym roku został docentem UJ. 
Początkowo pracował w administracji i skarbowości państwowej. W 1894 został mianowany nadzwyczajnym, a w 1896 zwyczajnym profesorem prawa niemieckiego i historii ustroju Austrii na Uniwersytecie w Czerniowcach, a w 1898 wybrany dziekanem. W 1900 inicjator założenia tam Domu Akademickiego. W 1905 mianowany profesorem zwyczajnym Uniwersytetu Lwowskiego, objął utworzoną katedrę prawoznawstwa porównawczego.
Brał także udział w życiu politycznym i społecznym. W latach 1904−1910 był posłem na Sejm Krajowy Bukowiny, w latach 1908−1914 posłem do Sejmu Krajowego Galicji, w latach 1911−1918 w austriackiej Radzie Państwa. W 1909 został członkiem wydziału Towarzystwa Prawniczego we Lwowie. Zastępca członka Wydziału Stronnictwa Prawicy Narodowej w 1910 roku.
W czasie wojny zorganizował w Wiedniu trzy polskie gimnazja dla przebywającej tam polskiej młodzieży. Po odzyskaniu przez Polskę niepodległości został posłem do Sejmu Ustawodawczego (1919−1922), członek Klubu Pracy Konstytucyjnej, był też rektorem Uniwersytetu Lwowskiego.
Pochowany na cmentarzu Rakowickim w Krakowie (kwatera PAS IIIa-zach-3).

## Ordery i odznaczenia
- Krzyż Komandorski z Gwiazdą Orderu Odrodzenia Polski (2 maja 1923)[5][6]
- Order Korony Żelaznej III klasy (Austro-Węgry, 1905)